# Red Sovine
Woodrow Wilson (Red) Sovine (Charleston (West Virginia), 7 juli 1917 – Nashville (Tennessee), 4 april 1980) was een Amerikaanse countryzanger.

## Biografie
Sovine leerde gitaar spelen van zijn moeder. De eerste stappen in de muziek was de oprichting van Smiley and Red, the Singing Sailors samen met zijn jeugdvriend Johnnie Bailes. Nadat Sovine getrouwd was zong hij regelmatig op Charleston Radio terwijl hij werkte als fabrieksarbeider. In 1947 vormde hij de groep The Echo Valley Boys. In 1949 tekende hij een contract bij MGM Records en bracht de volgende vier jaar 28 singles uit, die weinig succes hadden in de hitlijsten.
Countryzanger Webb Pierce overtuigde Sovine om zijn Wondering Boys band te leiden en hielp hem in 1954 aan een contract bij Decca Records. Het volgend jaar had Sovine een eerste klein succes met Are You Mine?, een duet met Goldie Hill. En in 1956 had hij een eerste nummer 1-hit met Why Baby Why, een duet met Webb Pierce. Nog twee top-5 singles brachten hem bij de Grand Ole Opry. Na bijna 50 opnames bij Decca stapte Sovine in 1959 over naar Starday Records en begon solo te toeren.
In 1965 vond Sovine zijn niche in de truckermuziek toen hij Giddyup Go opnam. Het lied werd geschreven samen met Tommy Hill en werd voorgedragen, begeleid door muziek. De single bereikte de eerste plaats in de Billboard Hot Country Songs en een 82ste plaats in de Billboard Hot 100. Daarna volgden nog meer "truckersongs" zoals Phantom 309 (1967), Teddy Bear (nr.1 Hot Country Songs in 1976) en Little Joe (1976).
Op 4 april 1980 kreeg Sovine op 62-jarige leeftijd een hartaanval terwijl hij met zijn auto in Nashville reed. Hij crashte, en overleed diezelfde dag aan de kwetsuren en de gevolgen van de hartaanval. Hij werd begraven naast zijn vrouw Norma (overleden in 1976).
Sovine werd in 1977 opgenomen in America's Old Time Country Music Hall of Fame.

## Albums
- Red Sovine (MGM) - 1956
- The One and Only (Starday) - 1961
- The Golden Country Ballads of the 60s (Starday) - 1962
- Red Sovine (Decca) - 1963
- The Heart Rending Little Rosa (Starday) - 1965
- Country Music Time (Decca) - 1966
- Giddy Up Go (Starday) - 1966
- The Sensational Red (Starday) - 1966
- The Nashville Sound - 1956
- I Didn’t Jump the Fence (Starday) - 1967
- Dear John Letter (Starday) - 1967
- The Country Way (Vocalion) - 1968
- Phantom 309 (Starday) - 1968
- Tell Maude I Slipped (Starday) - 1968
- Sunday with Sovine (Starday) - 1968
- Anytime (Starday) - 1968
- Classic Narations (Starday) - 1969
- Closing Time Till Dawn (Starday) - 1969
- Who Am I (Starday) - 1969
- Ruby don’t Tak Your Love to Town (Starday) - 1969
- I Know You're Married (Starday) - 1970
- Greatest Grand Ole Opry (Chart) - 1973
- Itt'll Come Back (Chart) - 1974
- Teddy Bear (Starday) - 1976
- Woodrow Wilson Sovine (Starday) - 1977
- Christmas with Red Sovine (Starday) - 1978
- 16 New Gospel Songs (Gusto) - 1978